# Vereinigung der Freunde der Mineralogie und Geologie
Die Vereinigung der Freunde der Mineralogie und Geologie e. V. (VFMG e. V.) ist laut eigenen Angaben die älteste und größte Sammlervereinigung für Minerale und Fossilien in Deutschland, mit vielen Mitgliedern im Ausland. Vergleichbare Organisationen sind beispielsweise in der Schweiz die Schweizerische Vereinigung der Strahler, Mineralien- und Fossiliensammler (SVSMF).

## Vereinsziele
Die VFMG versteht sich primär als Sammlerverein, der allen Interessierten offensteht. Das dadurch vorhandene Spektrum an Mitgliedern, welches von Wissenschaftlern über langjährige Sammler bis hin zu Schülern reicht, sorgt durch die Vernetzung für neue wissenschaftliche Erkenntnisse und einen Erfahrungsaustausch über gesellschaftliche und berufsständische Grenzen hinweg. Von der intensiven Zusammenarbeit profitieren sowohl Sammler als auch Wissenschaftler.
Das satzungsgemäße Ziel des gemeinnützigen Vereins ist die Förderung von Wissenschaft und Bildung in den Bereichen Mineralogie, Petrographie, Geologie und Paläontologie.

## Geschichte
Die VFMG wurde 1950 von mehreren geowissenschaftlich interessierten Personen, welche teilweise aus dem Umfeld der dortigen Universität stammten, in Roßdorf bei Darmstadt gegründet. Nach mehreren Umzügen ist der Sitz heute in Heidelberg. Im selben Jahr erschien zum 1. Juli auch die erste Ausgabe der Vereinszeitschrift Der Aufschluss. In den folgenden drei Jahrzehnten entstanden im Gebiet der BRD Bezirksgruppen. Ab 1963 führte die Bezirksgruppe Heidelberg die erste der, noch gegenwärtig von anderen Veranstaltern organisierten, Rhein-Neckar-Mineralienbörsen durch. Bis in die frühen 1990er Jahre wuchs die Vereinigung bis auf über 10.000 Mitglieder.
Mit der politischen Wende 1990 wurden einzelne Bezirksgruppen auch in der ehemaligen DDR gegründet. Jedoch wurden während der Wende relativ schnell viele der ehemaligen, staatlich organisierten Kulturbund-Gruppen zu eigenständigen, lokal ausgerichteten Sammlervereinen, welche ihre neu erlangte Unabhängigkeit behalten wollten und deshalb keine VFMG Bezirksgruppen wurden. Weiterhin wurden in dieser Zeit die Rechte an der vom Kulturbund herausgegebenen, dem Aufschluss vergleichbaren Fachzeitschrift Die Fundgrube, erworben. Eine kurze Zeit wurde der Schriftzug der Fundgrube auch auf dem Deckblatt des Aufschluss geführt.
Durch ein verändertes Freizeitverhalten, dem allmählich wirksam werdenden demographischen Wandel sowie durch verschiedene Ursachen bedingte Unzugänglichkeit von immer mehr Mineralien- und Fossilienfundstellen (z. B. Ausweisung von Fundstellen als Naturschutzgebiete; durch ein zunehmendes Sicherheitsdenken begründetes Sammelverbote in Steinbrüchen usw.), kam es ab Mitte der 1990er Jahre zu einem Rückgang der Mitgliederzahl und auch der Bezirksgruppen. Um das Bewusstsein über die Bedeutung von Geowissenschaften und Rohstoffen wieder stärker in die Öffentlichkeit zu tragen, wird durch die VFMG seit 2018 das Mineral des Jahres ausgerufen.

## Aktivitäten
Von der Geschäftsstelle in Heidelberg und dem Vorstand aus werden die Redaktion der Vereinszeitschrift Der Aufschluss inklusive der Beilage Aktuell sowie die auf Bundesebene organisierten nachstehenden Aktivitäten koordiniert:
- Ausrichtung der jährlichen, an den Termin der Rhein-Neckar-Mineralienbörse angeschlossenen, Wintertagung mit Exkursion und Vortragsprogramm in Heidelberg
- Ausrichtung der jährlichen Sommertagung mit Exkursionen und Vorträgen an wechselnden Orten in Deutschland und den unmittelbaren Nachbarländern
- Geowissenschaftliche Sonderexkursionen
- Messe-Auftritte auf den folgenden Mineralienbörsen: Rhein-Neckar-Mineralienbörse; Mineralienbörse Freiberg; Mineralienbörse Suhl und den Münchner Mineralientagen (Munich Show)[5]
- Verleihung des mit bis zu 500 € dotierten Wilke-Preises. Dieser soll besonders begabte und engagierte Autoren (im Aufschluss) fördern und würdigen.
- Aktion Mineral des Jahres (seit 2018). Die Impulse zum Mineral des Jahres werden von vielen anderen Organisationen aufgegriffen. Durch Sonderaktionen in Zusammenhang mit dem Mineral des Jahres werden die Geo-Wissenschaften grundlegend gestärkt und mehr publik gemacht.

Weitere Aktivitäten vor Ort werden von den Bezirksgruppen eigenständig durchgeführt.

## VereinszeitschriftDer Aufschluss
Die Vereinszeitschrift Der Aufschluss erscheint zweimonatlich mit einer Auflage von über 1.500 Exemplaren. Die Artikel stammen sowohl von Mitgliedern der Vereinigung als auch von anderen geowissenschaftlichen Autoren und behandeln Themen der Geowissenschaften, vorrangig zu Mineralogie, Petrographie, Geologie und Paläontologie. Auch angrenzende Bereiche wie unter anderem die Bergbau- und Wissenschaftsgeschichte sind vertreten. Der geographische Schwerpunkt der Artikel liegt in Deutschland, jedoch werden regelmäßig auch Themen mit ausländischem Bezug beschrieben. Sind einzelne Wissensbereiche besonders umfangreich, können entsprechende Themenhefte oder Doppelhefte erscheinen. Die Zeitschrift hat sich zum Ziel gesetzt, vom Sammler für den Sammler zu publizieren. Dennoch wird ein gewisses Niveau erreicht, so dass Der Aufschluss sowie die Sonderbände und Themenhefte auch in Universitätsbibliotheken und anderen Institutionen vorgehalten werden.
Bis in die 1980er Jahre erschienen zusätzlich zu den normalen Heften Sonderbände, meist im Vorfeld der Sommertagungen. Gegenwärtig wird dies mit der Herausgabe von Themenheften vor der Tagung erreicht.
Als Beilage zum Aufschluss erscheint das Aktuell. Hier werden neben Informationen und Berichten aus dem Vereinsleben auch kurze Nachrichten aus den Geowissenschaften sowie Hinweise zu Ausstellungen und anderen Veranstaltungen veröffentlicht.

## Bezirksgruppen
Innerhalb der VFMG können sich VFMG-Mitglieder zu Bezirksgruppen zusammenschließen. Dabei handelt es sich um eigenständige Gruppen, die im regionalen Bereich die Vereinsarbeit leisten.
Zu deren Aktivitäten können zählen
- Exkursionen zu Mineralien- und Fossilienfundstellen sowie zu geologisch bedeutenden Aufschlüssen
- Museumsbesuche
- Ausrichtung von Ausstellungen
- Ausrichtung von Mineralienbörsen und Tauschtagen beziehungsweise Betrieb von Informationsständen auf Mineralienbörsen
- Vortragsabende
- Bestimmung von Mineralien und Fossilien
- Jugend- und Anfängergruppen, in welchen die Grundlagen der Geowissenschaften sowie des Mineralien- und Fossiliensammelns erlernt werden

Derzeit existieren über 40 Bezirksgruppen in vielen Bundesländern.

## Mineral des Jahres (Deutschland)
Um auf die Bedeutung der unbelebten Natur und den hohen Stellenwert von Mineralien in der Industrie, Kultur und Wissenschaft aufmerksam zu machen, wählen die Mitglieder der VFMG seit 2018 jährlich das Mineral des Jahres.
Die bisher gewählten Minerale des Jahres sind
| Jahr | Mineral  | Abbildung |
| ---- | -------- | --------- |
| 2018 | Magnetit | Magnetit  |
| 2019 | Malachit | Malachit  |
| 2020 | Fluorit  | Fluorit   |
| 2021 | Calcit   | Calcit    |
| 2022 | Topas    | Topas     |
| 2023 | Baryt    | Baryt     |
| 2024 | Hämatit  | Hämatit   |
| 2025 | Kupfer   | Kupfer    |

## Mineral des Jahres (Österreich)
Anmerkung: 2019 hat sich in Österreich die  Arbeitsgemeinschaft Mineral des Jahres gebildet, die in Österreich ebenfalls ein Mineral des Jahres benennt. Deren Mitglieder sind u. a. die Österreichische Mineralogische Gesellschaft, Österreichische Gemmologische Gesellschaft, Geologische Bundesanstalt, Naturhistorisches Museum Wien, Mineralienzentrum Steinstadel, Krahuletz-Museum Eggenburg, aber auch die VFMG.
| Jahr       | Mineral    | Abbildung  |
| ---------- | ---------- | ---------- |
| 2019       | Vermiculit | Vermiculit |
| 2020, 2021 | Wulfenit   | Wulfenit   |
| 2022       | Spodumen   | Spodumen   |
| 2023       | Apatit     | Apatit     |
| 2024       | Magnesit   | Magnesit   |
| 2025       | Aragonit   | Aragonit   |